# Smithsonian Folkways
Pour les articles homonymes, voir Smithsonian (homonymie).
Smithsonian Folkways Recordings, abrégé le plus souvent sous la forme Smithsonian Folkways, est un éditeur de musique, à but non lucratif, dont le propriétaire est le Smithsonian Center for Folklife and Cultural Heritage qui est une unité de recherche et de formation de la Smithsonian Institution, le musée national des États-Unis. Il a été fondé en 1987 à la suite de Folkways Records.

## Objectifs
La mission de Smithsonian Folkways consiste à encourager la diversité culturelle et la compréhension mutuelle entre les peuples en documentant, en préservant et en diffusant des témoignages sonores. Cette institution espère, grâce à la diffusion d'enregistrements audiovisuels et de matériel éducatif, renforcer l'adhésion et la connaissance, chez les gens, de leur propre héritage culturel et de développer leur conscience et leurs moyens d'appréciation de celui des autres. 
Smithsonian Folkways assume les obligations induites par l'acceptation, par la Smithsonian Institution, de la donation qui fut effectuée, à son profit, en 1987 par Moses Asch.

## Le catalogue
- Haut – A
- B
- C
- D
- E
- F
- G
- H
- I
- J
- K
- L
- M
- N
- O
- P
- Q
- R
- S
- T
- U
- V
- W
- X
- Y
- Z
- 0-9

### A
- Academy of Maquam, The
- Rolando Alarcon
- Rahim AlHaj
- Alim and Fargana
- Red Allen
- The Almanac Singers
- Jeff Ampolsk
- Arpex
- Sholem Asch
- Clarence "Tom" Ashley

### B
- Badakhshan Ensemble, The
- Charity Bailey
- Dewey Balfa
- Peter Bartok
- Dock Boggs
- Luiz Bonfa
- Arna Bontemps
- Oscar Brand
- Hyman Bress
- Big Bill Broonzy
- Sterling Brown
- Buzz Busby's Bayou Boys

### C
- John Cage
- La India Canela
- Nati Cano
- Guy Carawan
- Carter Family, The
- Cephas and Wiggins
- John Cohen
- Octavio Corvalan
- Elizabeth Cotten
- Country Gentlemen
- Henry Cowell
- Sis Cunningham

### D
- Barbara Dane
- Angela Davis
- Rev. Gary Davis
- Ossie Davis
- Ruby Dee
- Tony DeMarco
- Delmore Brothers
- Hazel Dickens
- Aliu S. Dobo
- Baby Dodds
- Lonnie Donegan
- Michael Doucet

### E
- Snooks Eaglin
- Halim El-Dabh

### F
- Howard Finster
- Flatt and Scruggs
- Folksmiths, The
- Alice Foster ou Alice Gerrard
- Freedom Singers, The
- Freight Hoppers, The
- Fugs, The
- Blind Boy Fuller

### G
- Los Gaiteros de San Jacinto
- Alice Gerrard
- Allan Ginsberg
- Joe Glazer
- Tom Glazer
- Gary Green
- Greenbriar Boys, The
- Blind Boy Grunt/Bob Dylan
- Jose Guierrez and Los Hermanos Ochoa
- Nora Guthrie
- Sarah Lee Guthrie
- Woody Guthrie

### H
- Joe Hickerson
- Highwaymen, The
- Roscoe Holcomb
- Lightnin' Hopkins
- Wallace House
- Cisco Houston
- Langston Hughes

### J
- Cliff Jackson
- Tommy Jarrell
- Ella Jenkins
- Henry Jacobs
- Johnson family (bluegrass band)
- Johnson Mountain Boys
- James P. Johnson
- Lonnie Johnson

### K
- Paul Kaplan
- Lucy Kaplansky
- Kentuckians, The
- Kronos Quartet, The
- Pete Kuykendall

### L
- La Drivers Union Por Por Group, The
- Peter La Farge
- Alladin Langa
- Noor Mohmad Langa
- Shumar Khan Langa
- Lead Belly
- Walter "Furry" Lewis
- Guy Logson
- Lord Invader
- Los Camperos de Valles
- Los Pleneros de la 21
- Los Reyes de Albuquerque
- Los Texmaniacs
- Otto Luening

### M
- Ewan MacColl
- Uncle Dave Macon
- Rafael Manriquez
- Roberto Martinez
- Tito Matos
- Bill McAdoo
- Kirk McGee
- Sam McGee
- Julius Meytuss
- Alan Mills
- Dan Milner
- Elizabeth Mitchell
- Bill Monroe
- Alexander Mossolov

### N
- New Lost City Ramblers, The
- Jim Nollman

### O
- Phil Ochs
- Ustad Mohammad Omar

### P
- Tom Paley
- Suni Paz
- Paschall Brothers, The

### R
- Buck Ramsey
- Red Clay Ramblers
- Bernice Johnson Reagon
- Toshi Reagon
- Ralph Rinzler
- Jean Ritchie
- Paul Robeson
- Jorge Rodriguez
- Russell Rodriguez
- Kevin Roth
- Pee Wee Russell

### S
- Jim Savarino
- Tracy Schwarz
- Earl Scruggs
- Mike Seeger
- Peggy Seeger
- Pete Seeger
- Skillet Lickers, The
- Memphis Slim
- Muggsy Spanier
- Joseph Spence
- Mark Spoelstra
- Horace Sprott
- Roger Sprung
- Son de Madera
- Lucy Stewart
- Roosevelt Sykes

### T
- Art Tatum
- Studs Terkel
- Sonny Terry
- Tony Trischka

### U
- Vladimir Ussachevsky

### V
- Aba Veydo

### W
- Wade Ward
- Doc Watson
- Josh White
- Big Joe Williams
- Chet Williams
- Lucinda Williams
- Mary Lou Williams

### Z
- Alexander Zelkin